# Sentinel Butte
Sentinel Butte és una població dels Estats Units a l'estat de Dakota del Nord. Segons el cens del 2000 tenia 62 habitants.

## Demografia
Segons el cens del 2000, Sentinel Butte tenia 62 habitants, 30 habitatges, i 18 famílies. La densitat de població era de 21,4 hab./km².
Dels 30 habitatges en un 20% hi vivien nens de menys de 18 anys, en un 56,7% hi vivien parelles casades, en un 3,3% dones solteres, i en un 40% no eren unitats familiars. En el 40% dels habitatges hi vivien persones soles el 23,3% de les quals corresponia a persones de 65 anys o més que vivien soles. El nombre mitjà de persones vivint en cada habitatge era de 2,07 i el nombre mitjà de persones que vivien en cada família era de 2,72.
Per edats la població es repartia de la següent manera: un 19,4% tenia menys de 18 anys, un 3,2% entre 18 i 24, un 16,1% entre 25 i 44, un 27,4% de 45 a 60 i un 33,9% 65 anys o més.
L'edat mediana era de 50 anys. Per cada 100 dones de 18 o més anys hi havia 100 homes.
La renda mediana per habitatge era de 21.563 $ i la renda mediana per família de 33.750 $. Els homes tenien una renda mediana de 21.250 $ mentre que les dones 21.250 $. La renda per capita de la població era de 13.584 $. Entorn del 16,7% de les famílies i el 18,2% de la població estaven per davall del llindar de pobresa.

## Poblacions més properes
El següent diagrama mostra les poblacions més properes.